# Marcos Soares Pereira
Marcos Soares Pereira (Caminha, c. 1595-Lisboa, 7 de enero de 1655) fue un compositor portugués y maestro de capilla de la Capilla Real portuguesa.

## Vida
Marcos Soares Pereira nació en Caminha muy probablemente a finales del siglo XVI, hijo de João Soares Pereira y Maria Lourenço Rebelo. Era hermano mayor del compositor João Lourenço Rebelo. Poco se conoce sobre sus estudios musicales y cuando o donde fue ordenado sacerdote. En 1624 fue admitido como cantor de capilla en el Palacio ducal de Vila Viçosa, la sede ancestral de los duques de Braganza, el más importante título entre los nobles portugueses a mediados del siglo XVII. En 1629, Soares Pereira sustituyó a Roberto Tornar como maestro de capilla del palacio ducal.: 162 
Con el restablecimiento de la Independencia y el fin de la Dinastía filipina el 1 de diciembre de 1640, Juan IV, duque de Braganza se convirtió en rey de Portugal. Su capilla musical se convirtió en real y fue desplazada de Vila Viçosa a Lisboa.: 163 
En 1641, tras el fallecimiento de Filipe de Magalhães, Marcos Soares Pereira fue nombrado maestro de la Capilla Real, posición que ocupó hasta a su muerte en 1655.: 163 

## Obra
Ninguna obra musical de su autoría ha sobrevivido hasta a la actualidad. Probablemente se perdieron tras el terremoto de Lisboa de 1755, en el incendio de la Biblioteca Real de Música. Su catálogo subsiste de forma parcial, por lo que se conocen algunas de las obras que compuso, en total 58: 54 villancicos, 4 salmos (Confitebor, Beatur venir, Laudate Pueri y Laudate Dominum).: 180 